# Relações entre África do Sul e Brasil

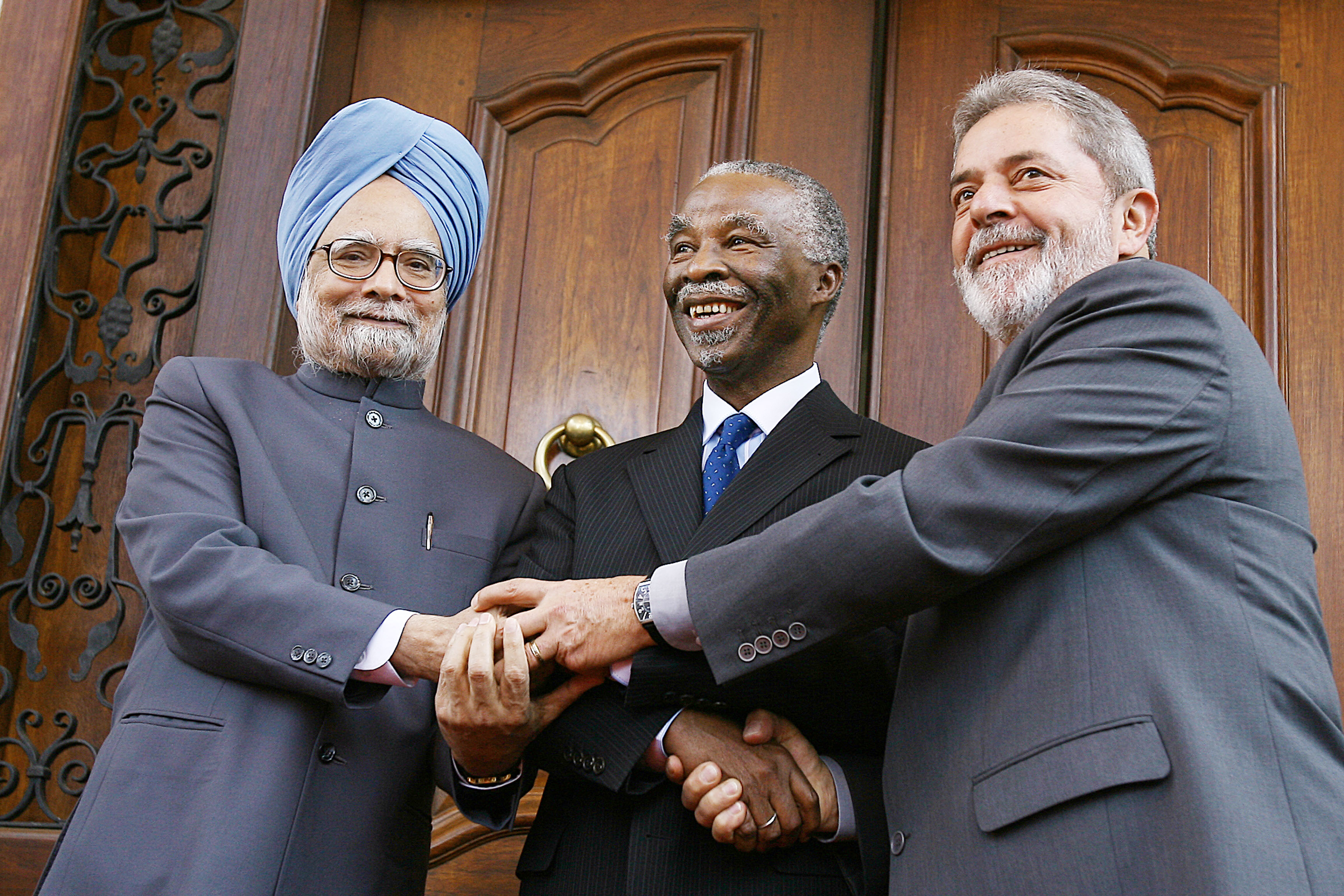
O presidente Luiz Inácio Lula da Silva, o primeiro-ministro da Índia, Manmohan Singh (D), e o presidente da África do Sul, Thabo Mbeki (C), posam para fotógrafos durante encontro do IBAS.

As relações entre Brasil e África do Sul são tradicionalmente próximas. O Brasil proveu assistência militar à África do Sul, sob a forma de treinos de guerra e logística. As relações entre estes países aumentaram em consequência da nova política externa Sul-Sul do Brasil, destinada a reforçar a integração entre os países em desenvolvimento. Os dois países compõem junto com a Índia um fórum chamado de Fórum de Diálogo Índia-Brasil-África do Sul (IBAS).

## História
O Brasil começou a se aproximar da União Sul-Africana em 1918, com o estabelecimento de um consulado na Cidade do Cabo. Mas as relações entre ambos foram estabelecidas somente em 1947-1948, com a abertura de uma representação diplomática sul-africana no Rio de Janeiro, e uma representação diplomática brasileira em Pretória. Apesar disso, essas relações foram marcadas pela existência do apartheid, que impedia uma maior aproximação entre os dois povos, já que o Brasil pregava o convívio harmônico entre as raças, sendo uma nação, em sua maioria, composta por mestiços.
No final da década de 1970, técnicos sul-africanos entraram em negociações preliminares com o governo brasileiro para o desenvolvimento conjunto de tecnologia nuclear, no contexto do programa nuclear brasileiro e da oposição de ambos os países ao Tratado de Não Proliferação. As conversas não progrediram pela oposição do governo brasileiro ao apartheid e a posição sul-africana na Guerra Civil Angolana.

## Cooperação militar
O Brasil participa de um projeto de míssil ar-ar com a África do Sul denominado A-Darter, com previsão de produção a partir de 2012. O valor de investimento nesse projeto é de aproximadamente  U$ 110 milhões, dividido pela metade para cada um dos dois países.